# Menella spinifera
Menella spinifera är en korallart som först beskrevs av Kükenthal 1911.  Menella spinifera ingår i släktet Menella och familjen Plexauridae. Inga underarter finns listade i Catalogue of Life.